# Piranesi (romanzo)
Piranesi è il secondo romanzo della scrittrice Susanna Clarke, pubblicato nel 2020 in originale e tradotto in italiano nel 2021.

## Storia editoriale
In Inghilterra il romanzo è stato pubblicato da Bloomsbury Publishing nel 2020. In Italia è stato pubblicato da Fazi editore nel 2021, per la traduzione di Donatella Rizzati.

## Trama
Il protagonista della storia è un giovane uomo che vive nella Casa, un immenso labirinto dall'aspetto di un edificio classicheggiante a tre piani, pieno di statue dal significato allegorico e grande al punto da contenere un oceano che con le sue maree allaga i piani inferiori. L'uomo percorre di continuo la Casa, annotando nei suoi diari la mappa, le statue il calendario delle maree e della migrazione di alcuni uccelli. Nelle sue esplorazioni, scopre i resti di tredici persone morte all'interno della Casa, alle quali presta molti onori; ogni martedì e venerdì riceve inoltre le visite dell'Altro, un misterioso individuo convinto che il labirinto celi al suo interno la fonte di una grande e segreta conoscenza. L'Altro chiama il protagonista col nome Piranesi, anche se questi è convinto che non sia il suo vero nome; pur non condividendo la sua ricerca, Piranesi aiuta l'Altro nel mappare la Casa, e lui ricambia donandogli coperte, scarpe e altri oggetti che lo aiutano a sopravvivere; inoltre Piranesi dimentica man mano il suo passato e ignora lo scorrere del tempo, a differenza dell'Altro.
A un certo punto Piranesi percepisce la presenza di un'altra persona, che lui denomina 16 poiché è la sedicesima persona all'interno della Casa. Quando chiede all'Altro di chi si tratti, questi lo mette in guardia, poiché si tratta di una persona malvagia che vuole portarlo alla pazzia. Poco dopo nella Casa si manifesta il Profeta, un uomo anziano e misterioso; questi, nei suoi ambigui discorsi, cita i nomi di alcune persone, tra i quali Val Ketterley, che secondo lui è il vero nome dell'Altro. Quando Piranesi cerca quei nomi sui suoi diari, si accorge di non ricordare di aver scritto le annotazioni più vecchie, dov'è riportata la storia di Laurence Arne-Sayles (che in seguito si scoprirà essere il Profeta): questi, un occultista, era giunto alla conclusione che tutte le idee e le potenzialità inespresse nel mondo reale finiscano in un mondo alternativo in cui l'architettura si mescola alle forze della natura, e che fosse possibile creare dei portali tra un mondo e l'altro. Arne-Sayles aveva raccolto attorno a sé alcuni seguaci, alcuni dei qual erano però misteriosamente scomparsi; in seguito egli era stato arrestato per aver rapito un ragazzo, James Ritter, il quale, totalmente impazzito, aveva dichiarato alla polizia di esser stato tenuto prigioniero per due anni in un enorme edificio pieno di statue e invaso dalle acque. Piranesi sospetta che si possa trattare della Casa, e legge che anche altri seguaci di Arne-Sayles l'abbiano raggiunta e vi siano poi morti: sarebbero quindi i tredici scheletri.
Mentre Piranesi continua a interrogare i suoi diari, inizia a ricevere messaggi scritti col gesso sui pavimenti della Casa da parte di 16, e scopre inoltre delle lettere scritte da un'altra persona che veniva tenuta prigioniera nella Casa; più avanti si renderà conto che si tratta in effetti di pagine strappate dai suoi stessi diari. Un giorno assiste all'inseguimento tra l'Altro e 16, che scopre essere una donna di nome Raphael. Piranesi e Raphael continuano a scambiarsi messaggi di nascosto dall'Altro, fino a che la donna non gli porge una domanda: Tu sei Matthew Rose Sorensen?. Piranesi cerca questo nome nei suoi diari e scopre che Sorensen era uno studioso in procinto di scrivere un libro su Laurence Arne-Sayles, il quale aveva incontrato Val Ketterley per chiedergli informazioni su quest'ultimo; Ketterley si era offerto di mostrargli uno dei rituali inventati da Arne-Sayles per attraversare la porta dell'Altro Mondo, di cui si era poi servito per intrappolare Sorensen al suo interno. A quel punto, grazie anche ad alcune visioni del proprio passato, Piranesi comprende di essere Matthew Rose Sorensen, mentre l'Altro è Val Ketterley: l'uomo lo ha intrappolato lì con l'inganno perché esplorasse al suo posto la Casa, in quanto rimanervi troppo a lungo porta alla pazzia. Piranesi/Sorensen inizia allora a meditare vendetta.
Nel corso di un'inondazione particolarmente violenta della Casa Piranesi, Raphael e l'Altro si scontrano, ma mentre i primi due lasciano la battaglia per mettersi in salvo, l'Altro insiste nel volerli uccidere, finendo così per annegare. Una volta fuori pericolo, Raphael racconta a Piranesi di essere una poliziotta messasi sulle tracce di Matthew Rose Sorensen e delle altre vittime di Ketterley e Arne-Sayles; Piranesi le mostra i loro resti, mentre lei gli rivela che la sua famiglia non ha mai smesso di cercarlo: la donna gli propone di tornare con lei nel mondo reale. Dopo un iniziale rifiuto, Piranesi la segue.
Una volta tornato nel mondo reale, il protagonista comprende di non essere più Piranesi né Matthew Rose Sorensen, ma una creatura a metà tra i due, che possiede ricordi ed emozioni dell'uno e dell'altro: egli riconosce nei volti delle persone che abitano il mondo reale quelli che un tempo vedeva nelle statue della Casa, poiché riesce a vederne l'essenza interiore (ad esempio un uomo, vecchio e malandato nel mondo reale, nella Casa è raffigurato come un re). Il protagonista non ha comunque perso il potere di tornare nella Casa, e vi fa ritorno di tanto in tanto: una volta ci porta James Ritter, salvandolo finalmente dalla pazzia; altre volte vi si reca insieme a Raphael. Più spesso ci fa ritorno da solo, quando il mondo reale lo fa sentire triste e depresso, e trova conforto nel contemplare la bellezza incommensurabile della Casa.

## Personaggi
- Piranesi: protagonista e narratore della storia, unico abitante della Casa. Si descrive come un giovane uomo sulla trentina, esile ma forte, dai capelli lunghi e intrecciati con lische di pesce, conchiglie e sassolini. Ha un animo semplice, quasi del tutto istintivo, porta massimo rispetto a chiunque, perfino a quelli che gli fanno del male. Venera la Casa poiché è l'unico mondo che lui conosca, e ha imparato ad apprezzarne i doni e le particolarità.
- L'Altro: unica persona viva a visitare regolarmente la casa, dove si reca ogni martedì e venerdì. Piranesi lo descrive come un uomo anziano ma ancora attraente, dall'aspetto curato e dall'aria solenne. L'Altro è convinto che la Casa custodisca il sapere perduto di altri mondi, che consente a chi lo detiene di vivere per sempre, e sfrutta i resoconti di Piranesi per attuare oscuri rituali che dovrebbero aiutarlo a ritrovarla.
- Le altre persone: i resti scheletrici di tredici persone che hanno in passato abitato la Casa, nascosti al suo interno e composti in posizioni strane.
- Il Profeta: un uomo che si manifesta improvvisamente e un'unica volta nella Casa. Piranesi lo descrive come un uomo ben più anziano dell'Altro, dall'aspetto inquietante e trasandato, che si esprime con frasi dal significato nebuloso. Sembra essere molto attratto da Piranesi.
- 16: una misteriosa presenza all'interno della Casa; dapprima Piranesi la concepisce come un'entità astratta a cui destinare i suoi ricordi e i suoi diari, ma in seguito comprenderà che si tratta di una persona realmente esistente. In effetti si tratta di Sarah Raphael, una poliziotta: non ne viene mai fornita una descrizione fisica né caratteriale, ma si intuisce che abbia un animo sensibile e tormentato.

## Citazioni e riferimenti
Il libro contiene numerosi riferimenti all'arte e alla letteratura. Il nome del protagonista è un omaggio a Giovanni Battista Piranesi, autore di una serie di incisioni immaginifiche dal titolo Carceri d'invenzione. L'aspetto della Casa è chiaramente ispirato alle sue opere.
Il libro contiene poi una serie di riferimenti a Le cronache di Narnia, in particolare a Il nipote del mago, un brano del quale viene citato in esergo. Il nome completo dell'Altro è ad esempio Valentine Andrew Ketterley: secondo nome e cognome sono gli stessi di Andrew, lo zio di Digory, protagonista di quell'opera. Inoltre, una delle statue preferite di Piranesi all'interno della Casa raffigura un fauno; una notte egli fa un sogno in cui quella creatura parla con una bambina in una foresta innevata, chiaro riferimento a un'identica scena de Il leone, la strega e l'armadio in cui a dialogare sono Lucy Pevensie e Tumnus. Infine, la struttura della Casa e il fatto che una permanenza prolungata al suo interno renda le persone dimentiche del proprio passato sono tutte somiglianze con la Foresta di Mezzo.
Il modo nel quale Piranesi interagisce con la Casa ha una forte somiglianza con il Mito della caverna di Platone: il protagonista, prigioniero di un mondo irreale, crede che esso sia l'unico mondo possibile, e che dunque le statue al suo interno siano la realtà e non una sua rappresentazione. Oltre ai riferimenti letterari, infatti, le statue presentano allusioni alla mitologia, alla letteratura e alla cultura generale: una di esse, ad esempio, rappresenta un elefante che sorregge un castello, chiaro riferimento al quartiere londinese di Elephant and Castle.